# Liechtenstein aux Jeux olympiques d'été de 2004
Le  Liechtenstein  a participé aux Jeux olympiques de 2004 d'Athènes en Grèce avec un seul athlète. Le pays a été l'un des trois seuls  à n'avoir envoyé qu'un seul athlète aux Jeux.

## Résultats

### Tir
- Oliver Geissmann (22e aux qualifications de l'épreuve Carabine 10m)

## Officiels
- Président : M.Leo Kranz
- Secrétaire général : M.Johannes Wohlwend